# Цай Инуън
В това китайско име фамилията Цай стои пред личното име.
Цай Инуън (на китайски: 蔡英文; на пинин: Cài Yīngwén) е тайвански политик, президент на Република Китай (Тайван) от 20 май 2016 г. Тя е първата жена-президент на страната, както и 7-ият президент след конституционните реформи от 1947 г.

## Ранна кариера
Родена е в квартала Джуншан в Тайпе на 31 август 1956 г., най-малкото от 11 деца. Баща ѝ държи автосервиз, а майка ѝ е домакиня. Цай завършва девическа гимназия в Тайпе, след което се записва да учи право по съвет на баща си. След завършва колежа по право към Националния университет на Тайван през 1978 г., Цай завършва магистратура по право в университета Корнел през 1980 г., а след това защитава докторска дисертация в Лондонското училище по икономика и политически науки през 1984 г. След като се завръща в Тайван, тя започва да преподава право в различни университети в Тайпе.
Назначена е в Комисията за справедлива търговия, както и в Комисията за авторските права. Работи като консултант към Съвета по континенталните дела и в Съвета по национална сигурност. Ръководи изготвящия екип за Управленските отношения с Хонконг и Макау.

## Издигане в политиката и ръководител на ДПП
През 2000 г. Цай е поканена на важна среща на ръководството на Съвета по континенталните дела. Потвърждавайки широко разпространените слухове, че симпатизира на коалицията Пан-Грийн, Цай се присъединява към Демократическата прогресивна партия (ДПП) през 2004 г. След това е номинирана от партията за кандидат на изборите за Законодателен Юан през 2004 г., където е избрана за законодател.
На 26 януари 2006 г. Цай е назначена на длъжността вицепрезидент на Изпълнителния Юан, позиция, която често се счита за равностойна на вицепремиер. Едновременно с това е директор на Комисията за защита на потребителите.
На 17 май 2007 г. Цай, заедно с останалия Кабинет на излизащия от властта премиер Су Ценчан, подава оставка, за да направи път на Чан Чунсиун и неговия кабинет. След това Цай служи като директор на TaiMedBiologics, биотехнологична компания от Тайван.
Гоминданът, в търсене на кандидати за президентските избори през 2008 г., изненадващо предлага на Цай, която е член на ДПП. Обяснението е, че Гоминданът няма определен критерий за кандидати и че търсенето им не се води по пол, работа или дори политическа принадлежност.
На 19 май 2008 г. Цай побеждава Ку Куанмин в изборите за ръководител на ДПП и става 12-и ръководител на партията. Тя е първата жена ръководител на голяма тайванска политическа партия. През 2010 г. е преизбрана за неин ръководител. През 2012 г. подава оставка като ръководител на ДПП, след като губи на изборите за президент от Ма Индзиу.
На 15 май 2014 г. Цай отново се кандидатира за ръководител на ДПП и, след като и двамата ѝ противници се отказват, лесно спечелва отново. Цай повежда ДПП до историческа победа на местните избори през ноември 2014 г., в които партията си осигурява власт над 13 от 22-те общини на Тайван. Брилянтната победа на партията утвърждава позиция на Цай в партията и я издига на челни позиции за президентските избори през 2016 г. На 15 февруари 2015 г. тя обявява, че ще участва в надпреварата за президентския пост.
На 16 януари 2016 г. тя бележи голяма изборна победа, спечелвайки 56,12% от гласовете, побеждавайки Ерик Чу (31,07%). На 24 ноември 2018 г. тя подава оставка като лидер на ДПП и отказва оставката на премиера Уилям Лай след голямо поражение на местните избори.
На 19 юни 2019 г. Цай отново е кандидат от ДПП за президентските избори в страната. На 11 януари 2020 г. побеждава Хан Куо-ю, спечелвайки 57,1% от гласовете и е избрана отново за президент.

## Президентство
Цай поддържа здравите и стабилни отношения между Република Китай (Тайван) и САЩ. В началото на декември 2016 г. Цай провежда безпрецедентен телефонен разговор с американския президент Доналд Тръмп. Това е първият път тайванския президент да говори с американския от 1979 г. След това обявява, че няма да има голяма смяна на политическата посока.
Традиционната позиция на ДПП относно въпроса с двата Китая е, че Република Китай (Тайван) вече е независима държава, управляваща териториите на остров Тайван, Цзинмен, Мацзу и Пенгу, тоест официалното обявяване на независимост е ненужно.
По време на президентската кампания през 2012 г. Цай изказва несъгласие с т. нар. „консенсус от 1992 г.“ като основа за преговори между Тайван и континентален Китай, тъй като той служи само да подсилва „политиката на единен Китай“ и че такъв консенсус не съществува, тъй като по-голямата част от тайванското общество не е съгласен с него. Тя вярва, че обширни консултации трябва да се проведат на всички нива на тайванското общество, за да може да се реши основата за напредване на преговорите с Пекин. По време на предизборната кампания през 2016 г. Цай е по-умерена, подкрепяйки статуквото като централна точка в партийната политика.
Цай обявява подкрепата си за групите в обществото в неравностойно положение, включително бедните, жените и децата, тайванските коренни народи и ЛГБТ групите. Тя поощрява намесата на правителството за намаляване на безработицата. Подкрепя правителствената прозрачност и по-дисциплинираното фискално управление. Тя проактивно подкрепя възстановяването на щетите, нанесени на тайванското коренно население, както и след правителствените действия в Инцидента от 12 февруари. Тя защитава деполяризацията на тайванската политика и призовава за по-отворен и консенсусен подход при адресирането на проблемите. Цай подкрепя ЛГБТ правата и легализацията на еднополовите бракове в Тайван.
Една от кампаниите на Цай е да премахне напълно сектора на ядрената енергетика от страна до 2025 г.